# Muir Woods National Monument

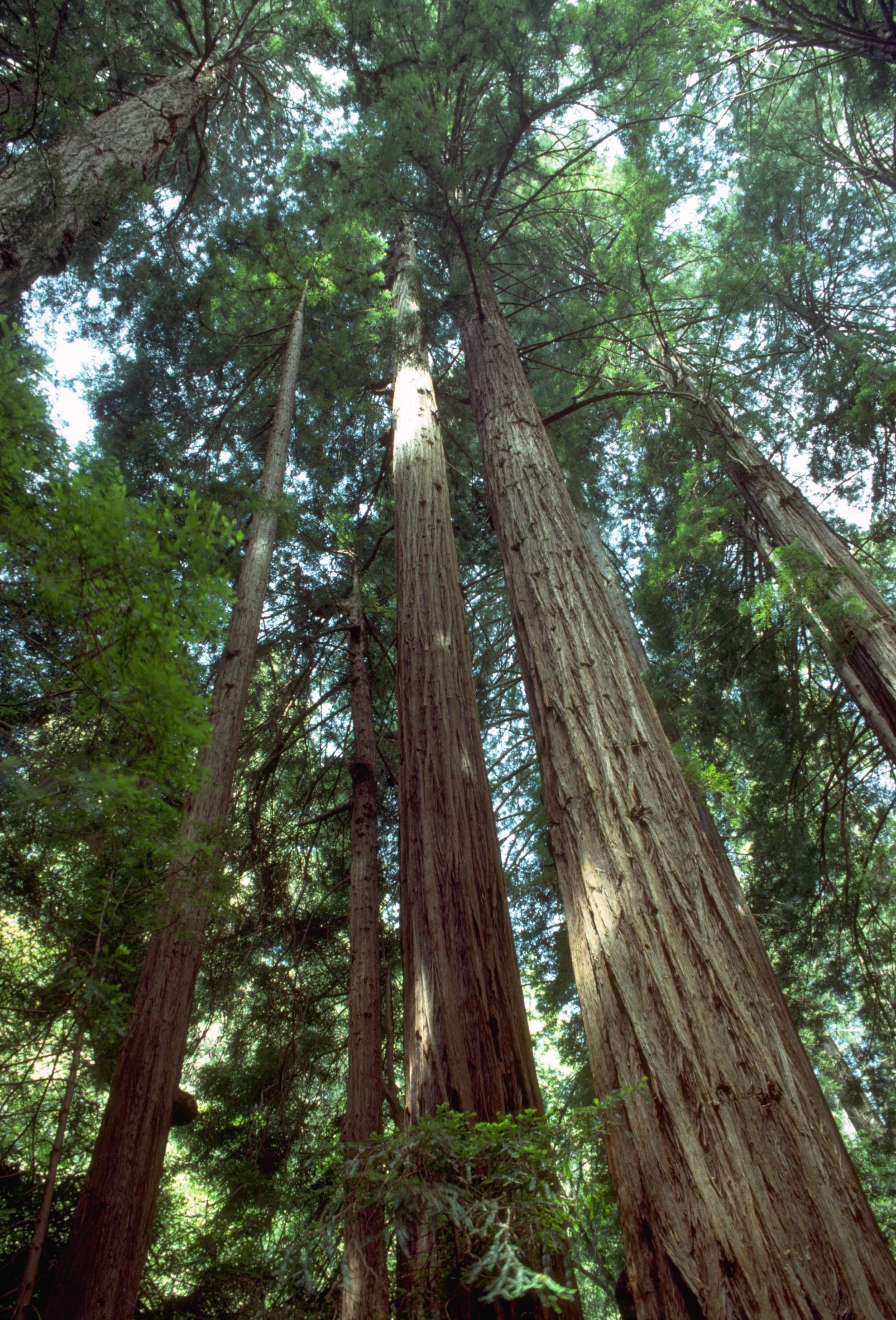
Küstenmammutbäume

Muir Woods National Monument ist ein Schutzgebiet im Marin County etwa 15 Kilometer nördlich von San Francisco im US-Bundesstaat Kalifornien. Dieses National Monument schützt die letzten in der Region San Francisco verbliebenen Baumriesen des Küstenmammutbaums (Sequoia sempervirens), der höchsten Baumart der Erde. Das Schutzgebiet wurde 1908 durch Präsident Theodore Roosevelt gegründet, nachdem der Abgeordnete des US-Kongress William Kent und seine Frau Elizabeth aus privaten Mitteln 120 ha gekauft und zweckgebunden der Bundesregierung übergeben hatten. Auf Wunsch des Stifters wurde es nach dem Naturforscher und Naturschützer John Muir benannt.

## Beschreibung
Das Waldgebiet liegt an einem kleinen Bachlauf an den Hängen des Mount Tamalpais und ist ein beliebtes Naherholungsgebiet für die Bewohner des Großraums San Francisco. Es wurde in den 1960er Jahren auf heute 2,2 km² erweitert.
Die Hauptattraktion der in diesem National Monument zu sehenden Pflanzenwelt sind die Küstenmammutbäume. Die höchsten derzeit auf der Erde lebenden Baumexemplare stammen von dieser Baumart und erreichen bis zu 115 m Höhe. Im Muir Woods National Monument sind die höchsten Exemplare etwa 79 m hoch. Die Küstenmammutbäume sind hier durchschnittlich etwa 500 bis 800 Jahre alt; das älteste Exemplar im National Monument soll über 1100 Jahre alt sein. Im Schatten dieser Baumriesen gedeihen an den Lichtmangel am Waldboden angepasste andere Baumarten wie der Kalifornische Lorbeer (Umbellularia californica), der Oregon-Ahorn (Acer macrophyllum) und Lithocarpus densiflorus. Der Kalifornische Lorbeer kann wegen seines starken Wurzelsystems seine Krone zum Licht hin neigen; der Oregon-Ahorn versucht durch Ausbildung der größten Blätter aller Ahorn-Arten das knappe Lichtangebot optimal auszunutzen. Sämlinge von Lithocarpus densiflorus können erfolgreich jahrelang bei verzögertem Wachstum auf etwaige Lücken im Kronendach der Baumriesen warten; auch die Blattstruktur ist an die Schattenlage angepasst.
Wegen der geringen Größe wird Muir Woods National Monument vom benachbarten Golden Gate National Recreation Area mitverwaltet.
Seit 2018 ist ein spontaner Besuch mit dem eigenen PKW nicht mehr möglich. Parkplätze sind begrenzt und müssen im Voraus reserviert werden. Alternativ wird am Wochenende und an Schwerpunkttagen im Sommer ein Shuttle-Bus zu drei Großparkplätzen angeboten, der ebenfalls im Voraus reserviert werden muss. Zu Fuß oder mit anderen Verkehrsmitteln kann der Park weiterhin spontan besucht werden.

## Umgebung
Benachbarte Schutz- und Erholungsgebiete sind Golden Gate National Recreation Area, Point Reyes National Seashore sowie der Mount Tamalpais State Park.